# نائوکو کن
نائوکو کن (انگلیسی: Naoko Ken؛ زادهٔ ۷ ژوئیهٔ ۱۹۵۳) یک موسیقی‌دان اهل ژاپن است. وی از سال ۱۹۷۱ میلادی تاکنون مشغول فعالیت بوده است.